# Eagle (azienda)
La Eagle è stata una casa automobilistica statunitense appartenente alla Chrysler, attiva dal 1988 fino al 1999.
L'azienda venne creata dalla Chrysler Corporation in seguito all'acquisizione di American Motors Corporation (AMC) nel 1987 e commercializzata fino alla fine dell'anno 1998. 
Il nome "Eagle" è stato scelto dai vertici Chrysler in omaggio alla AMC Eagle, l'ultima vettura progettata interamente negli Stati Uniti dalla American Motors. Il nome Eagle è stato utilizzato anche su vari allestimenti delle Jeep negli anni 70.
Le auto marchiate Eagle venivano commercializzate principalmente da ex concessionari AMC insieme ai fuoristrada Jeep, fino a quando il marchio è stato dismesso nel 1998. La vettura più venduta della casa automobilistica è stata la berlina Eagle Vision. Sebbene il marchio sia rimasto in attività per solo un decennio, alcuni dei suoi modelli hanno riscosso un discreto numero di vendite, come per esempio la sportiva Eagle Talon che ha venduto più di 115.000 esemplari.
Dopo che verso la fine degli anni 90 la Eagle ha accusato un netto e costante calo delle vendite  negli Stati Uniti, con una flessione nel 1996 del 44% rispetto al 1995, e ancor di più nell'agosto del 1997 di un ulteriore 48%, con 2340 concessionari che in circa 11 mesi hanno venduto solo 16025 auto, la Chrysler ha annunciato a fine 1998 la chiusura della Eagle.

## Modelli

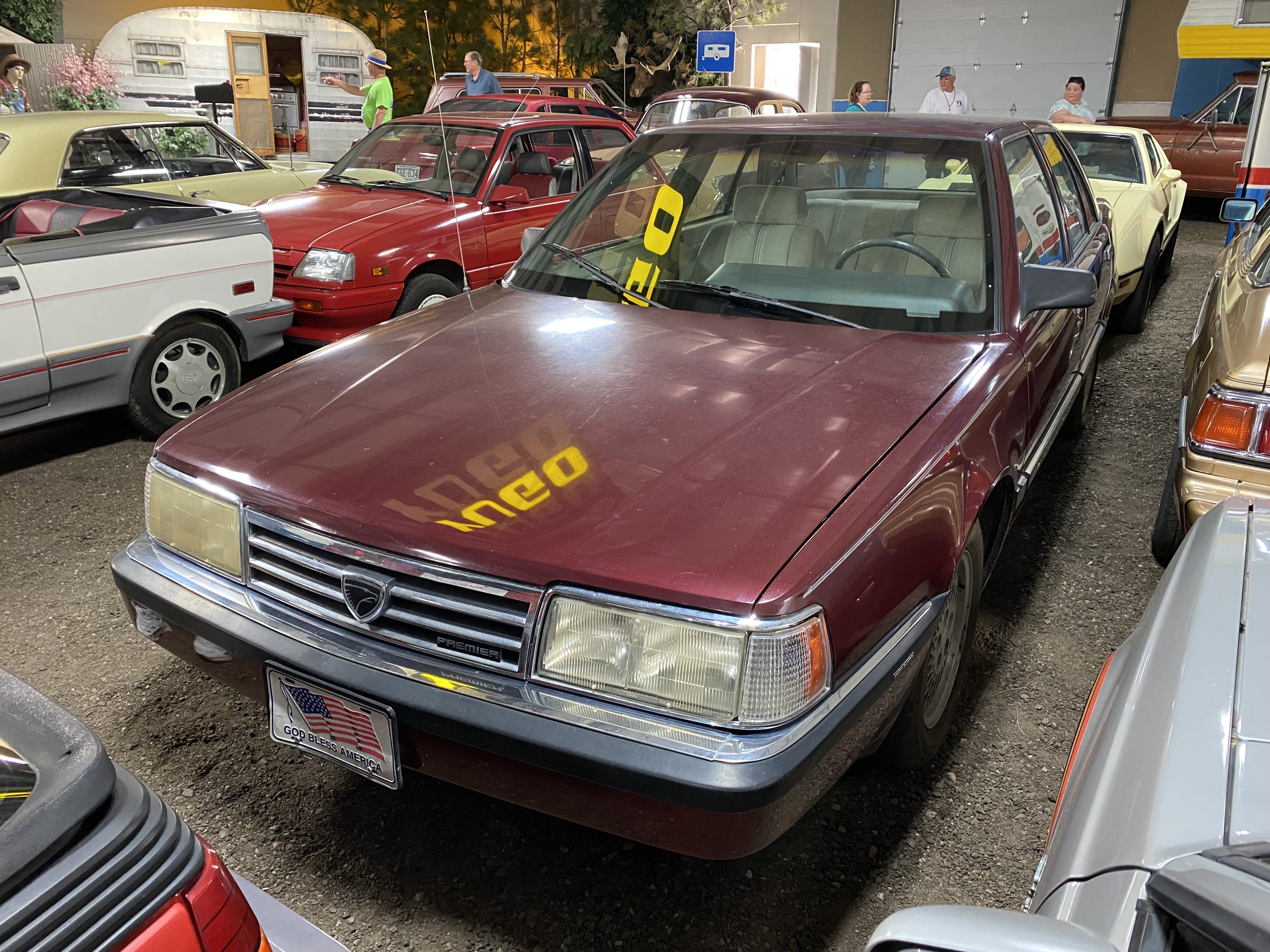
Eagle Premier del 1990

- Eagle Wagon (1988)
- Eagle Medallion (1988–1989)
- Eagle Premier (1988–1992)
- Eagle Vista (1988–1992)
- Eagle Summit (1989–1996)
- Eagle Talon (1990–1998)
- Eagle 2000GTX (1991–1992)
- Eagle Vision (1993–1997)